# Джованні Корнаккіні
Джованні Корнаккіні (італ. Giovanni Cornacchini, нар. 22 липня 1965, Фано) — італійський футболіст, що грав на позиції нападника за низку італійських клубних команд.
По завершенні ігрової кар'єри — тренер.

## Ігрова кар'єра
Народився 22 липня 1965 року у Фано. Вихованець юнацьких команд місцевого однойменного клубу. У дорослому футболі дебютував 1981 року виступами за його головну команду, в якій грав (із перервою на оренду до «Фоліньйо») до 1987 року. 
За результатами сезону 1986/87 у третьому італійському дивізіоні став його найкращим бомбардиром, забивши за рідну команду 13 голів за сезон. Цим привернув увагу амбітнішої «Реджяни», після року, проведеного у якій, один сезон відіграв за «Вірешит Бергамо».
1989 року став гравцем ще одного представника Серії C1, «П'яченци», виступаючи за яку протягом двох сезонів поспіль ставав найкращим бомбардиром першості, забивши відповідно 16 і 22 голи за сезон.
Така стабільна результативність привернула до нападника увагу керівництва «Мілана», з яким Корнаккіні уклав контракт влітку 1991 року. На найвищому рівні, утім, гравцеві проявити себе не вдалося і, провівши по ходу переможного для «россонері» сезону 1991/92 лише три гри, він міланську команду залишив.
Влітку 1992 року гравець у статусі діючого чемпіона Італії повернувся до третього дивізіону країни, ставши гравцем «Перуджі». Тут він відновив свої бомбардирські успіхи, відразу ж почавши регулярно забивати і здобувши за результатами перших двох сезонів у команді з Перуджі свої четвертий і п'ятий титули найкращого бомбардира Серії C1. Його 20 голів, забитих по ходу сезону 1993/94, допомогли «Перуджі» здобути підвищення у класі, і наступний сезон Корнаккіні провів у її складі вже на рівні другого дивізіону. Загалом за три роки у цій команді нападник відзначився 60-ма голами у 107 іграх на першість Італії.
Бомбардирські здобутки нападника знов привернули до нього увагу з боку амбітніших італійських клубів, і влітку 1995 року він став гравцем «Болоньї», на той час одного з фаворитів Серії B. У новій команді не демонстрував вже видатної результативності, утім допоміг їй за результатами сезону 1995/96 повернути собі місце в елітному італійському дивізіоні.
сезону 1996/97 нападник провів у найвищому дивізіоні, проте не за «Болонью», а у складі «Віченци», до якої приєднався перед його початком. У новій команді мав статус здебільшого резервного нападника, утім став співавтором тріумфу у розіграші Кубка Італії 1996/97.
Згодом ще пограв у низці нижчолігових команд до 2003 року.

## Кар'єра тренера
Розпочав тренерську кар'єру відразу ж по завершенні кар'єри гравця, 2003 року, очоливши тренерський штаб «Кальєзе». Протягом наступних 20 років встиг попрацювати із понад десятком команд, що здебільшого змагалися на рівні італійської Серії D.
Наразі найвищим професійним рівнем тренерської роботи спеціаліста був третій італійський дивізіон, у якому він працював у 2017—2021 роках на чолі  «Губбіо» «Барі» та «Фермани».

## Титули і досягнення

### Як гравця
- Чемпіон Італії (1):

«Мілан»: 1991-1992
- Володар Кубка Італії (1):

«Віченца»: 1996-1997

### Особисті
- Найкращий бомбардир Серії C1 (5):

1986-1987 (13 голів), 1989-1990 (16 голів), 1990-1991 (22 голи), 1992-1993 (19 голів), 1993-1994 (20 голів)